# Ja chaču tebja
Ja chaču tebja je třetí studiové album slovenské rockové skupiny Horkýže Slíže. Bylo vydáno v březnu roku 2000.

## Seznam skladeb
1. „Ja chaču tebja“
2. „Bylinožravec Milino“
3. „Poľovník“
4. „Chlapčenská“
5. „Dežo má lóve“
6. „Nie sme duchom prítomní“
7. „Stretol veselý...“
8. „Sibír taxi“
9. „Logická Hádanka“
10. „Kýbel gitu“
11. „Strašne ma baví tento svet“
12. „Na škole je bomba“
13. „Často sa nám sníva“
14. „Ťažký Heavy Metal“
15. „Rozmýšľali“
16. „Alojzovi T.“
17. „Organista na chóruse taktiež nehrá v jednom kuse“
18. „Vodník“
19. „Nepočujem tamburínu“
20. „Nebolo to zlé“